# 4-track cartridge
Il 4-track cartridge (cartuccia a 4 tracce), noto anche come Muntz Stereo-Pak o Stereo-Pak, è una tecnologia di registrazione e di riproduzione del suono su nastro magnetico che permise per la prima volta la riproduzione in auto di musica preregistrata (in precedenza in auto si poteva ascoltare solo la radio).

## Storia

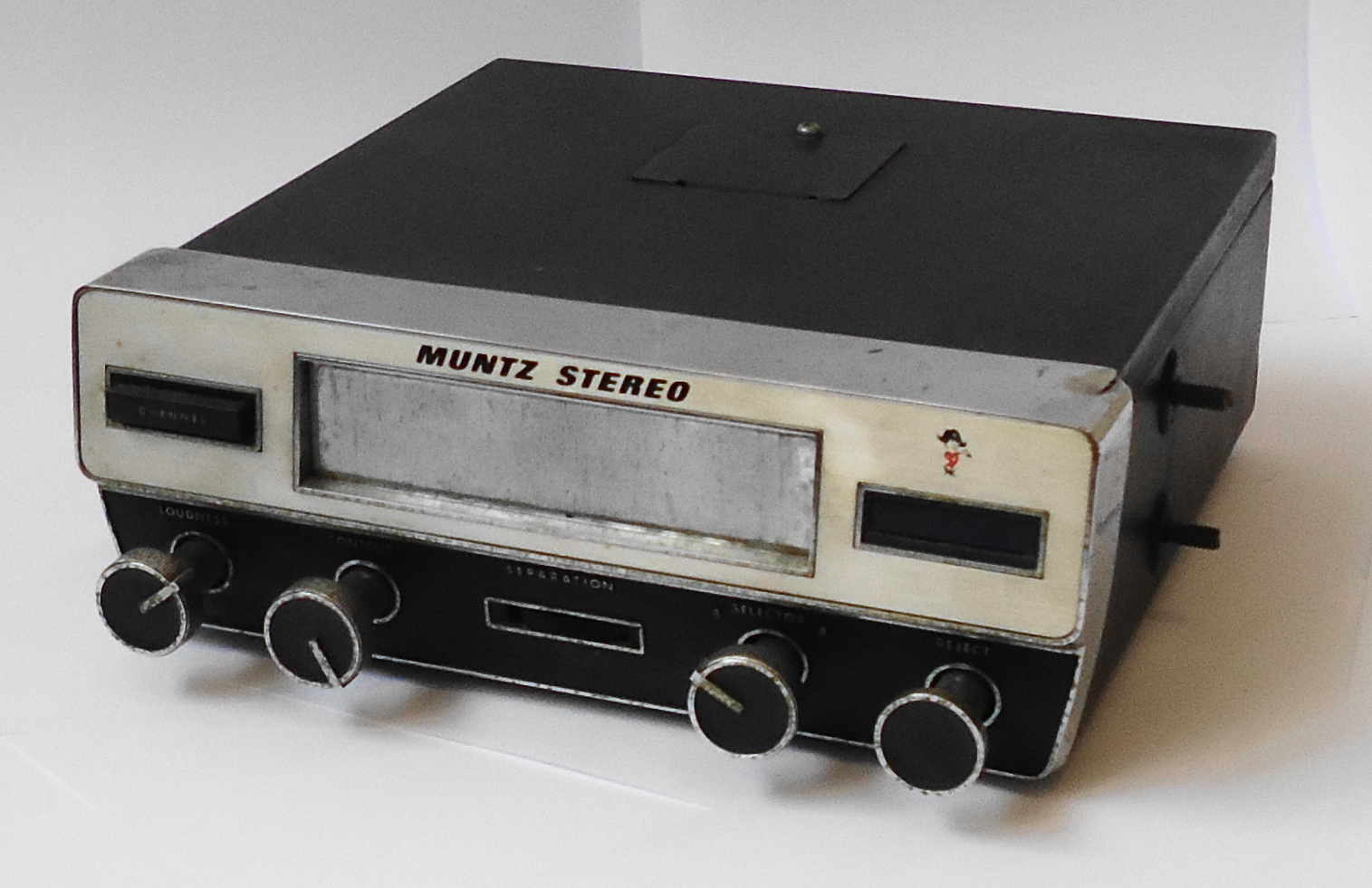
Muntz Stereo-Pak

Il 4-track cartridge è un sistema di riproduzione di nastri preregistrati che venne sviluppato nel 1956 come evoluzione del sistema di cartucce a nastro a 3 tracce Fidelipac inventato da George Eash nel 1954 (un sistema che venne utilizzato dal 1959 dalle emittenti radiofoniche per spot pubblicitari e jingle). Il sistema si basava a sua volta sulla cartuccia a nastro ad anello infinito ideata nel 1952 da Bernard Cousino.
Il sistema non venne impiegato fino ai primi anni '60 quando Earl Muntz, che ne vide il potenziale, ne acquisì i diritti e ne commercializzò sia i lettori che i relativi nastri preregistrati. Muntz ritenne che il sistema di Eash potesse essere sviluppato per ottenere nastri musicali riproducibili nelle automobili e, nel 1962, in collaborazione con lo stesso Eash, ideò lo "Stereo-Pak 4-Track Stereo Tape Cartridge System" ("sistema di cartucce a nastro stereo a 4 tracce Stereo-Pak") e i relativi nastri preregistrati, inizialmente solo in California e Florida; riuscì anche a ottenere in licenza album musicali delle alcune case discografiche per produrre musica nel formato a 4 tracce, o "CARtridge" (nome con il quale vennero pubblicizzate la prima volta). In precedenza, la musica in macchina era ascoltabile solo alla radio in quanto i dischi non erano pratici (sebbene diverse aziende cercassero di commercializzare un giradischi per automobili tra cui Highway Hi-Fi e Auto-Com flexidisc).
Muntz produsse lettori di nastri a 4 tracce e le relative cartucce fino al 1970 quando queste divennero obsolete, superate dal nuovo sistema a nastro a 8 tracce; vennero comunque prodotti anche lettori compatibili sia con nastri a 4 tracce che a 8 tracce. La Columbia Records è stata una delle poche grandi etichette discografiche a pubblicare musica registrata su cartucce a 4 tracce su larga scala.

## Descrizione

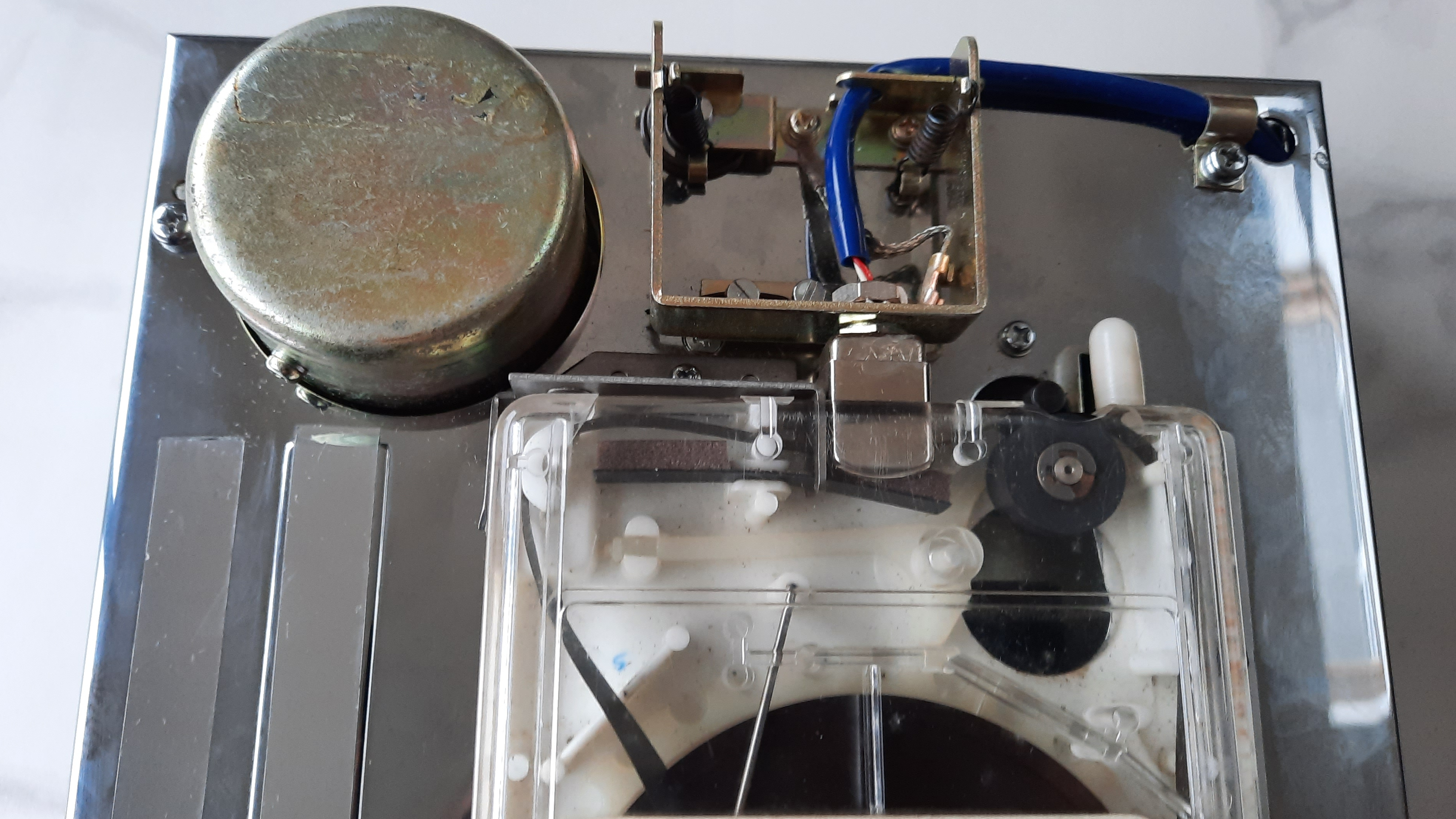
Lettore 4 tracce con testina

Il sistema permette la riproduzione di musica preregistrata su una cartuccia a 4 tracce nota anche come Stereo-Pak; la cartuccia contiene un nastro magnetico per l'archiviazione audio che si ispirava al sistema di cartucce a nastro a 3 tracce Fidelipac inventato da George Eash nel 1954. Il nastro è disposto in un anello infinito che attraversa un mozzo centrale e attraversa una testina del nastro, solitamente sopra un cuscinetto a pressione per assicurare il corretto contatto del nastro; il nastro si muove a 3¾ di pollice al secondo.
All'interno del lettore c'è un rullo che muove il nastro durante la riproduzione; la cartuccia ha due programmi che il nastro riproduce in loop, ovvero senza interruzione e, finita la prima traccia, passa alla seconda senza fermarsi. Il nome del formato deriva dal fatto che si hanno due programmi (equivalenti ciascuno alla faccia di un disco in vinile), ciascuno con due tracce di informazioni. La cartuccia a 4 tracce ha quattro tracce mono oppure due coppie di tracce stereo. Per passare avanti e indietro tra le due tracce del programma, bisogna innestare una leva manuale che sposta fisicamente la testa su e giù meccanicamente. Il nastro è rivestito con un materiale di supporto scivoloso brevettato da Cousino, solitamente grafite, per agevolare lo scorrimento continuo tra gli strati del nastro; questo rivestimento poteva generare lo slittamento della ruota di presa e quindi difetti nella riproduzione del suono ma, a parte ciò, i lettori per riprodurre queste cartucce erano di semplice realizzazione e quindi economici; alcuni lettori permettevano anche un avanzamento rapido del nastro ma il riavvolgimento era impossibile.